# Religió cananea

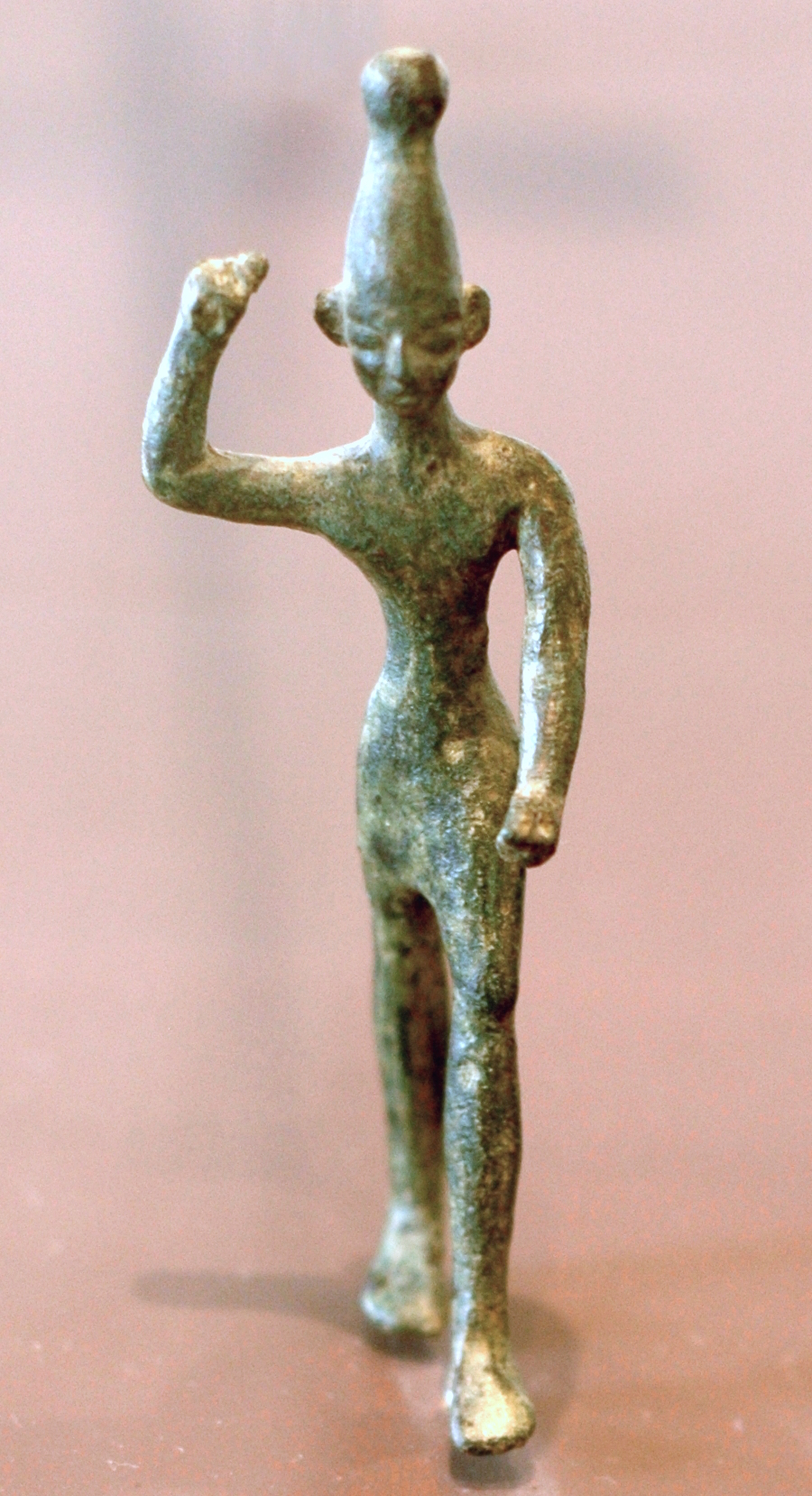
Figura de Baal, déu de l'antiga religió de Canaan.

La religió cananea són les creences religioses del territori semita Canaan, on hi vivien diversos pobles (cananeus, filisteus, amorreus, jebuseus i altres). És una religió politeista centrada en la fecunditat i l'agricultura.
El culte principal consistia en sacrificar animals, com ovelles o bous, amb un acte posterior de comunió en el que els fidels menjaven parts dels animals sacrificats.
Aquesta religió va ser influenciada fortament pels seus veïns més poderosos i populosos i mostra una clara influència de les pràctiques religioses egípcies i mesopotàmiques. Com altra gent de l'Orient Mitjà Antic, les creences religioses del Canaan eren politeistes, amb famílies típicament centrant-se en la veneració dels morts en la forma de déus i deesses familiars, l'Elohim, Baal i El, Asherah i Astarte. Els reis també tenien un paper important en assumptes religiosos i en certes cerimònies, com el hieros gamos de l'Any Nou, els quals potser hagen sigut venerats com a déus. "Al centre de la religió cananea hi ha la preocupació reial per la legitimitat religiosa i política i la imposició d'una estructura legal divinament ordenada, igual que un èmfasi en la fertilitat de les collites, els ramats i els humans".

## Deïtats
Les deitats són agrupades en quatre nivells:
- Primer nivell:
  - Ell, El: també anomenat Il o Elyon ("El més alt"), generalment considerat el líder del panteó, però no ho és sempre pel caràcter dinàmic de la teologia cananea.[7] Més tard fusionat amb el déu idiosincràtic Yahweh.[8]
  - Asherah
- Segon nivell: Deïtats actives i déus patrons.
  - Baal Hadad (Senyor de la tempesta), déu de les tempestes. Sol ser anomenat Baalshamin.[9]
  - Baal-berith (Senyor del Pacte) or El-berith (Déu del Pacte): déu patró de la ciutat de Siquem.[2]
  - Moloc, déu putatiu del foc. No s'està segur si realment era un déu de la religió cananea.[10]
  - Ishat, deessa del foc. Morta per Anat.[11][12][13]
  - Shachar i Shalim, déus bessons de les muntanyes de la matinada i el crepuscle, respectivament. Shalim era associat a l'inframón via Venus i estava associat a la pau.[14]
- Tercer nivell: Déus artesans.
  - Kothar-wa-Khasis
- Quart nivell: Déus missatgers, els quals no tenen voluntat independent.
  - gpn w ugr[15]

Els déus són anomenats Baalim (Senyors) i les seues cohorts Baalot (Senyores) o Ashtoret o en singural Asherah.

## Pràctiques religioses
És considerat virtualment impossible reconstruir com eren les pràctiques religioses cananees de manera clara. Malgrat que el sacrifici de nens és conegut en els pobles dels voltants, no hi ha cap referència en textos clàssics o fenicis. A més, la presentació bíblica d'aquesta religió sempre era negativa, i per això no es considera totalment fiable.
La pràctica religiosa cananea tenia molt en compte el deure dels fill de cuidar dels seus pares, amb els fills sent responsables d'enterrar-los i gestionar el manteniment de les seues tombes.
Deitats cananees com Baal eren representades amb figures col·locades en llocs alts rodejats de bosquets, als temples.

### Temples
Siquem contenia el temple al déu Baal-berith. El pilar sagrat (generalment sol ser un símbol fàl·lic o una representació del símbol femení de la fertilitat, ashera) es col·locava davant de l'entrada del temple.